# Marginella piperata
Marginella piperata là một loài ốc biển, là động vật thân mềm chân bụng sống ở biển trong họ Marginellidae, họ ốc mép.

## Phụ loài

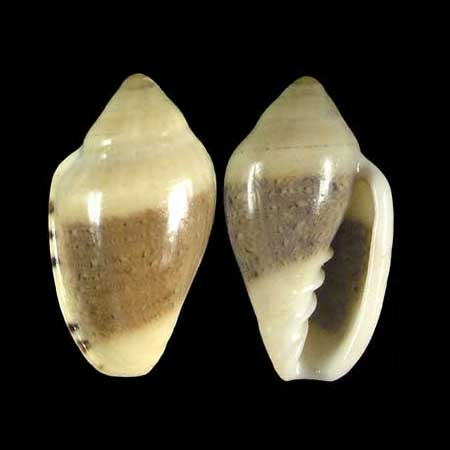
M. piperata albocincta

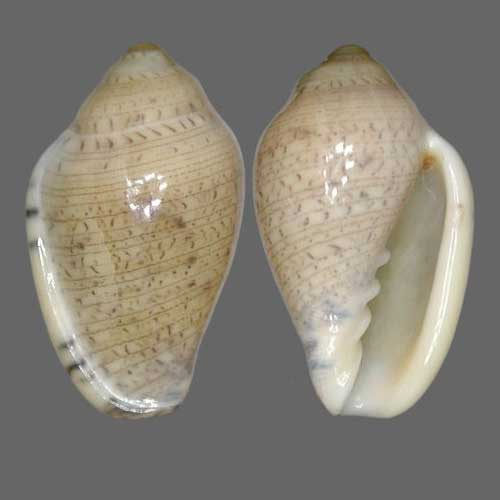
M. piperata lutea

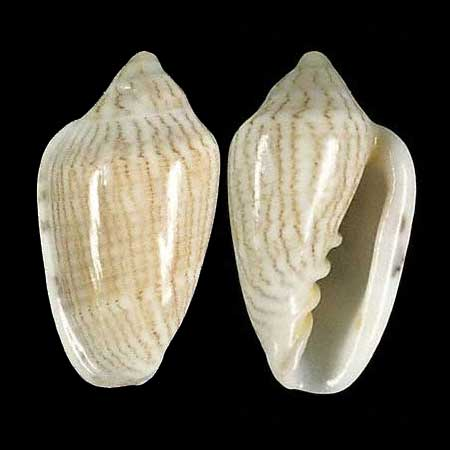
M. piperata strigata

- Subspecies Marginella piperata albocincta Sowerby, 1846]
- Subspecies Marginella piperata fuscopicta Turton, 1932
- Subspecies Marginella piperata lutea Sowerby III, 1889
- Subspecies Marginella piperata monozona Turton, 1932
- Subspecies Marginella piperata strigata Sowerby III, 1889